# Luigi Boniforti
Luigi Boniforti (Pisa, 28 agosto 1900 – Firenze, 23 dicembre 1962) è stato un avvocato e partigiano italiano.

## Biografia
In giovane età studia a Firenze laureandosi in giurisprudenza.
Intraprende una brillante carriera di avvocato civilista che lo introduce nel mondo dell’industria.
Si sposa con Marcella Battinelli nel 1926 con cui avrà due figli, Gabriele e Maria Luisa che parteciperanno nella Resistenza.
Conclusa l’esperienza politica, resta attivo nelle attività produttive, siedendo in vari Consigli di Amministrazione e continuando un'attività di promozione  e mecenatismo di  artisti emergenti come Rosai e De Pisis.
Già gravemente malato muore di infarto il 23 Dicembre 1962; un imponente funerale con la presenza delle principali autorità fiorentine di tutte le tendenze politiche lo ricorda alcuni giorni dopo.
Per sua volontà gli eredi costituiranno un Fondo documentale presso l’Istituto Storico della Resistenza.

## Attività politica e resistenziale
Attivo nella lotta antifascista clandestina, negli anni del regime prese parte alle iniziative del gruppo fiorentino "Non mollare" e del movimento "Italia Libera". Aderisce clandestinamente al Partito d’Azione nel 1937. Nella Resistenza svolge varie funzioni di coordinamento e contribuisce alla produzione di documenti falsi per ebrei. 
Viene arrestato due volte, prima nel 1943 e poi nel 1944; nella prima occasione si riconsegna a causa delle minacce alla sua famiglia. Nella seconda, piantonato in ospedale perché malato, riesce a fuggire grazie alla “distrazione” di alcuni Carabinieri che lo dovevano piantonare e, nella Firenze divisa in due, riesce a fuggire percorrendo il Corridoio Vasariano, in quel momento unico collegamento tra le due rive dell’Arno.
Dopo la Liberazione nel luglio del 1945 succede a Carlo Ragghianti alla guida del Comitato toscano di liberazione nazionale e gli viene affidata la presidenza della Camera di commercio di Firenze.
È stato anche presidente del Consiglio federativo toscano della Resistenza e membro della Giunta nazionale della FIAP.
Sempre nel 1945 è promotore e firma la prefazione de L’industria di Prato alla prova della Guerra, edito dall’Unione Industriali di Prato.
Nel congresso del Partito d’Azione del febbraio del 1946 segue la linea di Parri e lascia il CTLN e entra a far parte del Movimento della democrazia repubblicana. Dopo il fallimento di quest’esperienza politica si ritira dall’attivismo politico.